# A. Molnár Ferenc
A. Molnár Ferenc (Nagyvárad, 1942. február 28. –) nyelvész. A Magyar Nyelvtudományi Társaság választmányi tagja. A Finn Irodalmi Társaság levelező tagja. A Kalevala Társaság külső tagja. A nyelvtudományok kandidátusa (1993). A Magyar Tudományos Akadémia doktora (2007).

## Életpályája
1961–1963 között a Kossuth Lajos Tudományegyetem magyar-angol szakos hallgatója volt. 1963–1966 között a Kossuth Lajos Tudományegyetem magyar-finnugor szakát is elvégezte. 1966–1979 között a Kossuth Lajos Tudományegyetem Könyvtára könyvtárosa, majd tudományos főmunkatársa volt. 1972-ben finnugor nyelvészetből doktorált. 1976–1977 között az ELTE-n kiegészítő felsőfokú könyvtárosi diplomát is szerzett. 1979–1985 között az ELTE Bölcsészettudományi Kar Magyar Nyelvtörténeti és Nyelvjárástani Tanszékén oktatott. 1985–1994 között a Kossuth Lajos Tudományegyetem Bölcsészettudományi Kar magyar nyelvtudományi tanszékén adjunktus, 1994–2007 között docens volt. 2002-ben habitált magyar nyelvtörténetből. 2007-től a Miskolci Egyetem Bölcsészettudományi Kar magyar nyelvtudományi tanszékén egyetemi tanár.
Kutatási területe a magyar nyelvtörténet, a finnugor filológia, a régi magyar irodalom szövegmagyarázata és a folklór.

## Családja
Szülei: Molnár Ferenc és Fényes Éva voltak. 1980-ban házasságot kötött Nagy Ilonával. Két gyermekük született: Gergely (1982) és Márta (1984).

## Művei
- On the History of Word - Final Vowels in the Permian Languages (Szeged, 1974)
- Anyanyelv, vallás, művelődés (1999)
- Két régi magyar ima az oltáriszentségről (2000)
- Reguly Antal finn népköltészeti fordításai (2003)
- Tanulmányok a magyar egyházi nyelv története köréből (társszerkesztő, 2003)
- Balassi-kommentárok (2005)
- A legkorábbi magyar szövegemlékek (2005)

## Díjai
- Fokos-Fuchs Dávid-díj (1978)
- Kalevala-érem (Helsinki, 1987)
- Nadányi Zoltán-emlékplakett (1990)
- Széchenyi professzor ösztöndíj (1999-2003)
- Károli Gáspár-díj (2013)